# Списак словенских богова
У овом чланку су наведена сва божанства словенског паганског пантеона, уз описом њихових карактеристика и функција. Више информација можете пронаћи у чланку Стара словенска вера .

## Свесловенскибогови
- Перун - Громовник, главни бог пантеона [1]
- Мајка - Сираја Земља - женски лик, представља плодну и родну земљу - мајку. Постоје уобичајени словенски обичаји као што су: заклињање земљом, исповедање земљи, целивање земље итд. [2]

## Боговиисточних Словена
Пантеон кнеза Владимира 
- Перун - главни бог, покровитељ принчева и народа, такође громовник. [4] Доласком хришћанства, заменио га је пророк Илија .
- Хорс - представља Сунце [5]
- Дажбог - соларно божанство, у народном предању - затвара зиму и отвара пролеће, заштитник венчања. У Слову о пуку Игоровом сматра се родоначелником руског народа, од кнезова до земљорадника [6]
- Стрибог - божанство вероватно повезано са атмосферским функцијама (ветар) [7]
- Семаргл - полубог лик са нејасним значењем, највероватније весник између небеског и земаљског света [3]
- Макош - женско божанство, заштитница предења и ткања. [8] Доласком хришћанства заменила га је Параскева Пјатница .

Други богови у Старој Русији
- Волос ~ Велес - помиње се у разним изворима у различитим контекстима:
  - Волос – „животињски бог“, заштитник животиња [9] . Доласком хришћанства заменио га је Свети Власије Севастопољски .
  - Велес – бог заштитник [10] приповедања и поезије, [11] јер је приповедач Бојан у „Слову о Пуку Игоровом “ назван „Велесов унук“.
- Пол и рожњаче – ликови који представљају оно што је предодређено, судбину новорођеног детета, „оно што је написано на рођењу“ [12]
- Сварог - бог-ковач [13]
- Сварожић - представља ватру [14]

Обредно-календарски ликови
- Масленица [15]
- Јарила [16]
- Кострома [15]
- Кострубоњка [15]
- Кољада [17]
- Купала
- Чучело – Обредно страшило, служило је у обредима фолклорног представљања празника и није представљало никакво божанство, имало је улогу и значење карневалске природе. Према научницима, [18] то је архаична фаза у развоју култа бога који умире и васкрсава. После славља или оплакивања чучњеви су кидани, бацани у воду или спаљивани. Остаци су разбацани по пољима или шталама.

„Богови“ и ликови изведени из књижевности
- Тријан - лик-симбол старости у "Слову о Игоревом пуку". У другим изворима појављује се заједно са другим боговима. [19] У Старој Русији, позајмљено из јужнословенске фолклорне традиције.
- Диј - варијанта имена древног Зевса у староруским учењима против паганизма.
- Алконост и Сирин - митолошке птице у древним руским књижевним делима.

## Боговизападних Словена
Богови балтичких Словена
- Свјатовит - главни бог Арконе, повезан је са ратом и победом [20]
- Триглав - представља троглавог бога ратника на црном коњу [21]
- Сварожич ( Радегаст ) - главни бог у старословенском граду-тврђави Ретри, повезан са војним функцијама [22]
- Црнобог - зао бог који доноси несрећу [23]
- Прове - главни бог града Старгарда - обожаван је у светим храстовим шумама [24]
- Припегала – бог са нејасним функцијама, према изворима – „ дионизијског “ типа [25]
- Подага - бог Вагре, западнословенског племена које је живело на полуострву Вагерија у средњем веку, са нејасним функцијама, чији је храм био у близини Либека . [26]
- Меркур - богиња живота и плодности [27]

Три бога Коренице 
Кореница - средњовековни замак на острву Риген
- Јаровит - бог рата и плодности [29]
- Руевит - главни бог Коренице, бог рата [30]
- Поревит или Порену - божанство са пет глава и без оружја у рукама, је нејасна [30]

Сезонски ликови западних Словена
- Марена (Морена, Маржана) - пролећни митско-обредни лик, страшило, оличење смрти и зиме, био је потопљен у воду, поцепан или спаљен.
- Рарог - митолошка ватрена птица
- Велес – ђаво, демон у чешким пословицама
- Паром (Перун) - помиње се у клетвама, укуцајте - "Паром теби!" (Гром у теби! ).

## Митолошке личностиЈужних Словена
- Бадњак – митолошко-обредна фигура која симболизује стару годину и спаљује се на Бадње вече
- Божић - митолошко-ритуална фигура, која симболизује нову годину. „Млади Бог“ за разлику од Бадњака, „Старог Бога“.
- Виле - женски водени духови, слични сиренама .
- Немац- сезонски карактер, повезан са плодношћу
- Дабог – митологизовани лик „Краља на земљи“, за разлику од „Бога на небу“.
- Додола или Папаруда - женски лик, учествује у ритуалима дозивања кише, повезаних са Перуном.
- Гушилац - човек или животиња, има способност да се бори против непогода.
- Суђенице - женска бића, одређују судбину детета при рођењу.

## Личности ниже митологије
- Заложни покојници – људи, умрли неприродном смрћу (утопљеници, самоубице итд.)
- Русалка – душа Заложног покојника
- Мавка – зао дух, русалка
- Упир – Заложни покојник, убија људе и пије њихову крв
- Нечиста сила, активира се у периоду од Божића до Богојављења
- Бес – зао и непријатељски дух
- Волколак – вештац, способан претворити се у вука
- Берегиња – женски дух, заштитница биљака, борави у барама
- Лихорадка или Милосница – женски дух, настањује се у човеку и изазива болести
- Огњени змај – демон у облику огњеног балона, залетивши се у димњак, посећује жену која машта о мушкарцу
- Кикимора – негативан женски лик
- Полуднице – женски пољски духови који се појављују у подне
- Домовој или Домовик (домаћи) – дух-заштитник дома
- Баник – дух-господар парног купатила
- Дворовој – дух-господар дворишта
- Овиник – дух-господар амбара
- Воданој или Водењак – дух-господар ријека, мочвара и рибњака
- Лешиј или Лесник – дух-господар шума
- Баба-јага – вјештица, шумска жена